# Pérola (Steven Universe)
Pérola é uma personagem fictícia do desenho animado Steven Universe, criado por Rebecca Sugar. Ela é uma Gem, ser alienígena que existe no formato de uma gema com um corpo holográfico.
Ela é retratada como uma figura maternal amorosa, gentil e delicada para o Steven. No entanto, ela também tende a ser superprotetora, possui uma baixa autoestima, e sempre está profundamente sobrecarregada com a tristeza causada pela perda da mãe de Steven, Rose Quartz, a quem ela amava.
A criadora da personagem, Rebecca Sugar, declarou em julho de 2018 que a Pérola (além do restante das Gems) é uma mulher não-binária. Sendo a personagem frequentemente elogiada por ser uma representação positiva de uma personagem queer, apesar de sua forte obsessão com a Rose ser descrita como algo não saudável.

## Criação da personagem e voz

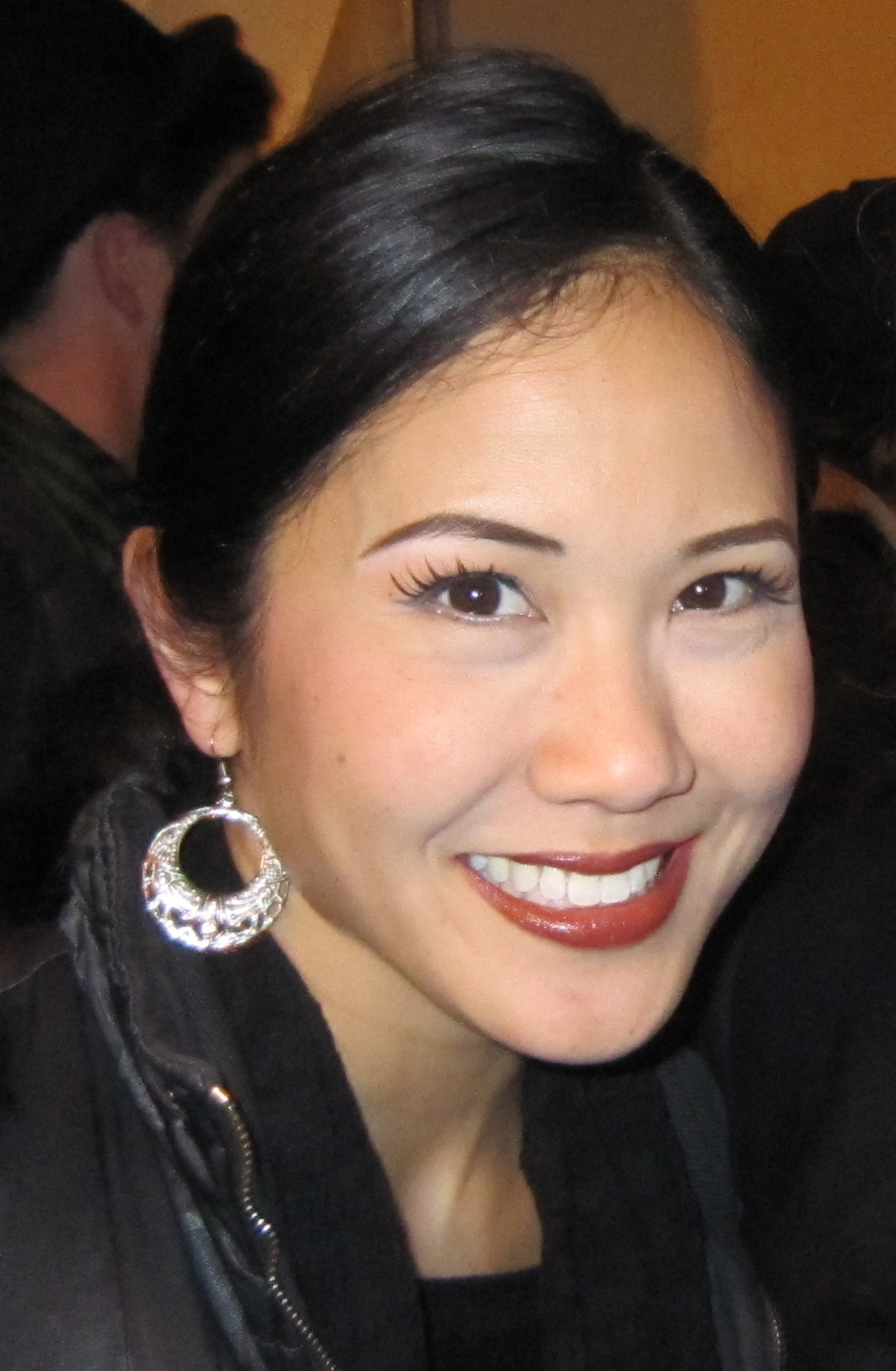
A Pérola é dublada pela Deedee Magno Hall.

A aparência da Pérola foi recriada entre o episódio piloto de Steven Universe e o primeiro episódio da série principal. Originalmente ela possuía cabelo de cor pêssego e roupas muito mais sofisticadas, já no episódio "O Brilho da Pedra" Pérola possuía o visual mais próximo ao de uma bailarina com que ela ficou pela primeira parte da primeira temporada da série, antes de sua regeneração em "Steven, o Lutador de Espada".  
A dubladora da Pérola, Deedee Magno Hall, começou sua carreira na atuação quando jovem, emprestando sua voz ao Mickey Mouse Club de 1988 em diante. Ela seguiu em frente para algumas performances em Broadway nos anos de 1990 e 2000, como Miss Saigon e Wicked, e então foi convidada por Rebecca Sugar para retratar um dos papéis de Steven Universe em 2013. Pérola foi o seu primeiro papel principal em um uma série de desenho animado.

## Personagem
Ao lado da Garnet, Ametista, Steven (inicialmente), Lápis Lazuli, Peridot, Connie e Bismuto, Pérola é uma das Crystal Gems, um grupo de Gems que protege a humanidade e a Terra do perigo.

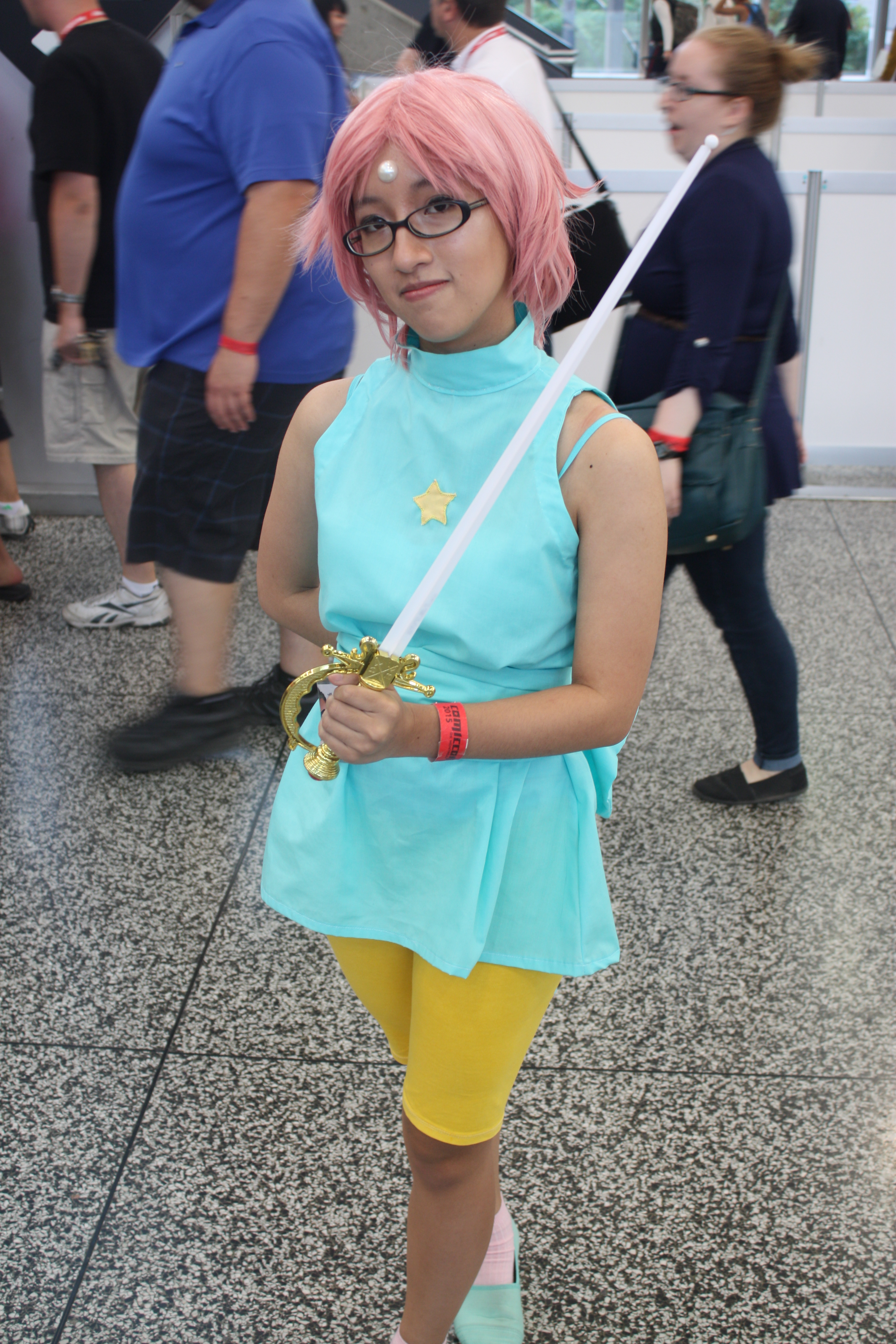
Fã fazendo cosplay da Pérola na Montreal Comic-con 2015

Na cultura fictícia das Gems, as Pérolas são conhecidas como "servas criadas só para obedecer", normalmente servindo Gems mais importantes e de alta classe, como diamantes ou gems que fizeram grandes feitos. Devido ao status de servas simples que foram criadas para "ficar em pé por aí de modo elegante e segurando suas coisas", as Pérolas são vistas como um símbolo de status. A Pérola demonstra um forte complexo de inferioridade e problemas com sua autoestima derivados do fato de que, como uma Pérola, ela não foi criada para lutar e portanto é mais fraca do que as Gems que nasceram com esse propósito. Apesar de suas dificuldades, a Pérola aprendeu a lutar e se tornou uma lutadora de espada formidável.
A quinta temporada da série revelou que a Pérola foi originalmente serva da Diamante Rosa, uma das líderes das Gems que eventualmente desistiu de sua posição para se tornar Rose Quartz, a líder das Crystal Gems. Apesar de a Rose ter encorajado a independência da Pérola, a mesma nunca perdeu sua devoção pela Rose, o que incluiu uma atração romântica, mesmo depois de a Rose ter "sacrificado sua forma física" para permitir que Steven nascesse.

## Recepção

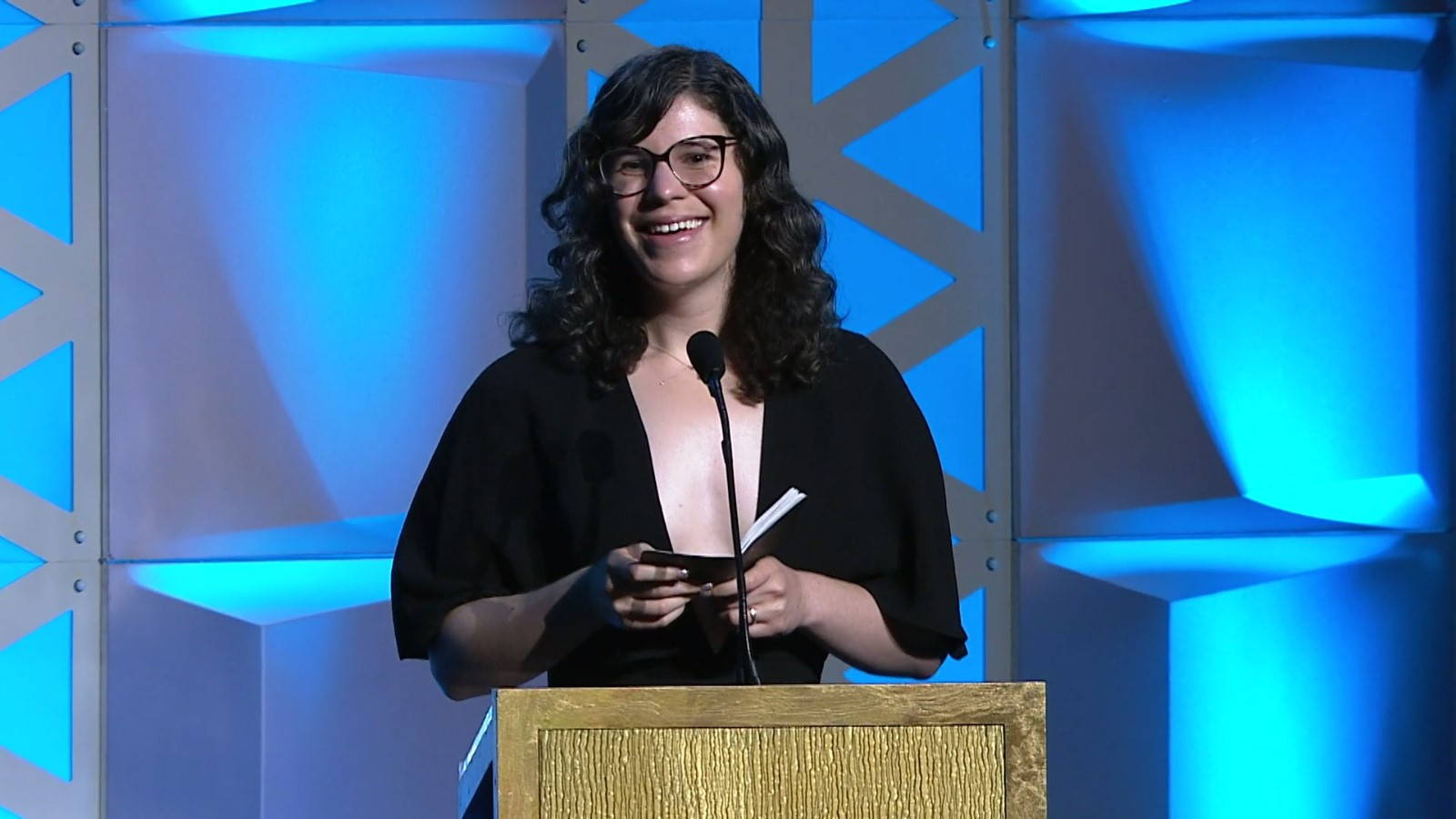
Rebecca Sugar, criadora da personagem.

Ben Bertoli do Kotaku, declarou que a Pérola é um personagem que o espectador pode não gostar no começo da série, mas que se torna mais relatável conforme a história continua e o espectador aprende mais sobre ela. Sara Goodwin do The Mary Sue chegou a descrevê-la como a "mais humana" das Gems por causa da maneira como ela passa por dificuldades "amargamente, com pensamentos de inadequação e ciúmes". Mas ainda assim ela declarou que a Pérola frequentemente é "insuportável". Goodwin gosta da personagem pela sua humanidade e pelo fato de ela trabalhar duro. Em 2014, a Deedee Magno foi premiada através do Behind the Voice Actor, na categoria "Melhor Performance Vocal Protagonista em uma Série de Televisão - Comédia/Musical", pela sua atuação como a Pérola.
A Pérola chegou a receber comentários positivos por ser uma personagem lésbica em um desenho animado, seguindo um padrão de temas LGBT em animações criadas para crianças como Hora de Aventura e A Lenda de Korra. Porém, esse aspecto da personagem também chegou a ser criticado: os ciúmes da Pérola quando a Rose demonstra interesse em um personagem masculino em certos flashbacks chegaram a ser descritos como parte do clichê de "lésbica psicopata" que "frequentemente retrata mulheres queer como... predadoras de aspirantes a heterossexuais."

### Censura
Um pequeno flashback no qual a Pérola dança intimamente com a Rose durante o episódio "Temos Que Conversar" foi censurado de maneira controversa pelo Cartoon Network do Reino Unido para a audiência britânica, já que eles pensaram que "a versão brevemente editada é mais confortável para as crianças locais e seus pais."